# Serviço de Apoio à Diagnose e Terapia
O Serviço de Apoio à Diagnose e Terapia, ou Serviço Auxiliar de Diagnóstico e Terapia (SADT) é uma modalidade de prestação de serviços na área da saúde que se utiliza de recursos de uma fonte financiadora (SUS, Particular, ou Convênio) com o objetivo de esclarecer o diagnóstico ou realizar procedimentos terapêuticos específicos para pacientes externos, internos ou de emergência de um serviço de saúde. Geralmente organiza-se por um sistema informatizado que registra a oferta dos serviços em determinadas especialidades, sejam eles próprios, terceirizados ou contratados interna ou externamente ao estabelecimento de saúde.